# Ileana Ianoșiu-Hangan
Ileana Ianoșiu-Hangan (* 23. Januar 1969 in Bistrița) ist eine Biathlontrainerin ehemalige rumänische Biathletin und Skilangläuferin.
Ileana Ianoșiu-Hangan war zunächst als Skilangläuferin aktiv. In Calgary nahm sie 1988 erstmals an Olympischen Winterspielen teil. Im Rennen über 5 Kilometer kam sie nicht ins Ziel. Zudem erreichte sie mit Mihaela Cârstoi, Adina Țuțulan-Șotropa und Rodica Drăguș im Staffelrennen den 12. Platz. Nachdem Biathlon zum olympischen Sport wurde, wechselte die Rumänin zu der Sportart und nahm 1992 in Albertville an den erstmals ausgetragenen olympischen Biathlon-Wettbewerben für Frauen teil. Im Sprint wurde Ianoșiu-Hangan 48. und an der Seite von Mihaela Cârstoi und Adina Țuțulan-Șotropa, die ebenfalls von Skilanglauf zum Biathlonsport gewechselt waren, Staffelzehnte. Im Rennen über 30 Kilometer startete sie zudem im Skilanglauf und wurde dort 50. Zwei Jahre später folgten in Lillehammer die dritten Olympischen Spiele. Ianoșiu-Hangan erreichte im Sprint den 43. Platz und wurde mit Adina Țuțulan-Șotropa, Ana Roman und Mihaela Cârstoi als Schlussläuferin 16. mit der Staffel. Letztes Großereignis wurden die Weltmeisterschaften 1997 in Osrblie, bei der die Rumänin 47. des Einzels und 62. des Sprints wurde.
Bis 1997 nahm Cârstoi regelmäßig an Rennen des Weltcups teil, Platzierungen in den Punkterängen wie als 24. bei einem Einzel 1997 in Antholz blieben die Ausnahme. 1997 beendete sie ihre Karriere. Nach ihrer aktiven Karriere wurde sie Biathlontrainerin und betreut unter anderem Simona Crăciun.

## Biathlon-Weltcup-Platzierungen
Die Tabelle zeigt alle Platzierungen (je nach Austragungsjahr einschließlich Olympische Spiele und Weltmeisterschaften).
- 1.–3. Platz: Anzahl der Podiumsplatzierungen
- Top 10: Anzahl der Platzierungen unter den ersten zehn (einschließlich Podium)
- Punkteränge: Anzahl der Platzierungen innerhalb der Punkteränge (einschließlich Podium und Top 10)
- Starts: Anzahl gelaufener Rennen in der jeweiligen Disziplin
- Staffel: inklusive Mixed-Staffel

| Platzierung                                                                                          | Einzel | Sprint | Verfolgung | Massenstart | Team | Staffel | Gesamt |
| --- | ------ | ------ | ---------- | ----------- | ---- | ------- | ------ |
| 1. Platz                                                                                             |        |        |            |             |      |         |        |
| 2. Platz                                                                                             |        |        |            |             |      |         |        |
| 3. Platz                                                                                             |        |        |            |             |      |         |        |
| Top 10                                                                                               |        |        |            |             |      | 1       | 1      |
| Punkteränge                                                                                          | 1      |        |            |             |      | 2       | 3      |
| Starts                                                                                               | 5      | 7      |            |             |      | 2       | 14     |
| Stand: Karriereende, Einschließlich Olympischer Spiele und Weltmeisterschaften, Daten nicht komplett |        |        |            |             |      |         |        |